# (14876) Dampier
(14876) Dampier ist ein Asteroid des inneren Hauptgürtels, der am 18. November 1990 von dem belgischen Astronomen Eric Walter Elst am La-Silla-Observatorium der Europäischen Südsternwarte in Chile (IAU-Code 809) entdeckt wurde.
Mittlere Sonnenentfernung (große Halbachse), Exzentrizität und Neigung der Bahnebene des Asteroiden entsprechen in etwa der Vesta-Familie, einer großen Gruppe von Asteroiden, benannt nach (4) Vesta, dem zweitgrößten Asteroiden und drittgrößten Himmelskörper des Hauptgürtels.
(14876) Dampier wurde am 2. Juni 2015 nach dem britischen dreimaligen Weltumsegler und Entdecker William Dampier (1651–1715) benannt.